# Rolls-Royce 20 hp (8 Zylinder)
Der Rolls-Royce 20 hp war der erste Wagen der Kompanie mit Achtzylindermotor. Der Hubraum betrug 3534 cm³ mit 82,55 mm Bohrung und 82,55 mm Hub. Die maximale Motorleistung betrug 22 HP (16 kW) bei 1000/min. Das Getriebe hatte drei Gänge. Im höchsten Gang war eine Höchstgeschwindigkeit von 42 km/h, entsprechend 26 mph, möglich.
Es gab zwei Radstände, 2286 mm und 2692 mm; die Spurweite war bei beiden Fahrgestellen die gleiche und betrug 1321 mm. Rolls-Royce fertigte nur das Fahrgestell und die Mechanik, nicht die Aufbauten. So wurden die Wagen verkauft und die Kunden kümmerten sich selbst um die Karosserie, die es in offenen oder geschlossenen Ausführungen gab.